# Eucteniza mexicana
Eucteniza mexicana là một loài nhện trong họ Cyrtaucheniidae. Loài này phân bố ờ México.